# Marija Mordasowa
Marija Nikołajewna Mordasowa (ros. Мария Николаевна Мордасова, ur. 1 lutego?/14 lutego 1915 we wsi Niżniaja Mazowka obecnie w rejonie łysogorskim w obwodzie tambowskim, zm. 25 września 1997 w Woroneżu) – radziecka śpiewaczka, Ludowa Artystka ZSRR (1981).

## Życiorys
Urodziła się w wielodzietnej rodzinie chłopskiej. Podczas nauki w szkole śpiewała w szkolnym chórze, później w wiejskim klubie. Pracowała na wsi jako dójka, później przeniosła się do Woroneża, gdzie pracowała w fabryce. Na przełomie 1942 i 1943 dołączyła do formującego się ludowego chóru we wsi i wkrótce dała swój pierwszy koncert w Woroneżu, niedługo potem zaczęła wraz z chórem występować dla frontowych żołnierzy. W woroneskim chórze ludowym występowała do 1972, później wraz ze swoim mężem, muzykiem (grającym na bajanie), pracowała w filharmonii w Woroneżu. Występowała w całym ZSRR, a także za granicą. Wykonywała rosyjskie i radzieckie pieśni, piosenki i czastuszki. 27 sierpnia 1981 otrzymała tytuł Ludowego Artysty ZSRR. Od 1994 miała honorowe obywatelstwo Woroneża.

## Odznaczenia
- Medal Sierp i Młot Bohatera Pracy Socjalistycznej (7 września 1987)
- Order Lenina (7 września 1987)
- Order Czerwonego Sztandaru Pracy
- Order „Znak Honoru”
- Medal „Weteran pracy”

I inne.